# Obradoiro Clube de Amigos do Baloncesto
L'Obradoiro Clube de Amigos do Baloncesto  (abbreviato Obradoiro CAB) è una squadra di pallacanestro fondata a Santiago di Compostela (Galizia, Spagna) nell'ottobre del 1970. Il suo primo grande successo lo conseguì nel 1982, quando raggiunse la promozione nel massimo campionato spagnolo, la Liga ACB. La stagione successiva, però, la squadra si classificò ultima, retrocedendo.
La squadra disputa le partite interne nel Multiusos Fontes do Sar, che ha una capacità di 6.666 spettatori.
Il club è noto per essere stato spettatore di un problema giudiziario, accaduto nella stagione 1989-90 della liga LEB, che sconvolse le sorti della squadra quando, durante il match di play-off promozione contro il CB Murcia, la squadra murciana fece scendere in campo Esteban Pérez, giocatore spagnolo con passaporto argentino. Il club, stando alle regole, non avrebbe dovuto farlo giocare e, da quel momento in poi, per la compagine galiziana cominciò una battaglia giudiziaria inedita per una competizione sportiva spagnola, giunta a conclusione solo nel 2009 con la riammissione nella massima divisione di pallacanestro spagnola.

## Palazzetti
- University Gymnasium (1970–1976)

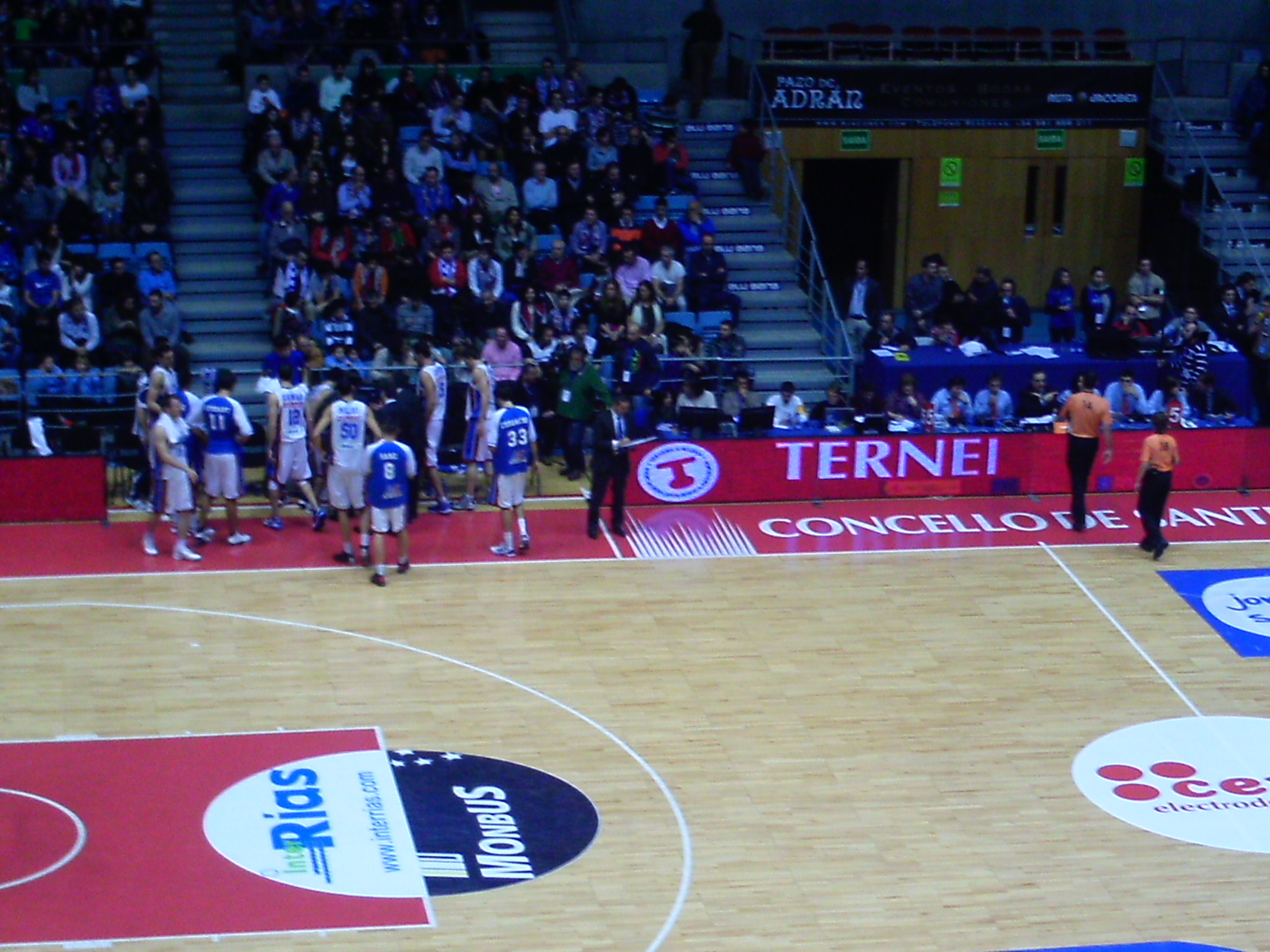

- Pabellón Santa Isabel (1983–2009), utilizzato occasionalmente per le partite casalinghe
- Pabellón Multiusos Fontes Do Sar (1976–oggi)

## Roster 2021-2022
Aggiornato al 3 dicembre 2021.
|    | Naz.                                          | Ruolo | Sportivo            | Anno | Alt. | Peso |  |
| -- | --------------------------------------------- | ----- | ------------------- | ---- | ---- | ---- |  |
| 1  | Canada (bandiera) · Regno Unito (bandiera)    | AP    | Thomas Scrubb       | 1991 | 198  | 91   |  |
| 2  | Rep. del Congo (bandiera) · Spagna (bandiera) | C     | Viny Okouo          | 1997 | 214  | 100  |  |
| 3  | Stati Uniti (bandiera)                        | P     | Braydon Hobbs       | 1989 | 196  | 84   |  |
| 5  | Argentina (bandiera) · Italia (bandiera)      | P     | Fernando Zurbriggen | 1997 | 185  | 86   |  |
| 6  | Spagna (bandiera)                             | P     | Albert Oliver       | 1978 | 187  | 84   |  |
| 8  | Stati Uniti (bandiera)                        | AG    | Henry Ellenson      | 1997 | 211  | 111  |  |
| 9  | Lituania (bandiera)                           | P     | Laurynas Beliauskas | 1997 | 191  | 78   |  |
| 11 | Lituania (bandiera)                           | C     | Laurynas Birutis    | 1997 | 213  | 114  |  |
| 30 | Canada (bandiera)                             | G     | Kassius Robertson   | 1994 | 191  | 82   |  |
| 33 | Spagna (bandiera) · Germania (bandiera)       | AP    | Álvaro Muñoz        | 1990 | 197  | 90   |  |
| 35 | Ungheria (bandiera)                           | AG    | Márkó Filipovity    | 1996 | 203  | 98   |  |
| 93 | Spagna (bandiera)                             | AG    | Álex Suárez         | 1993 | 206  | 101  |  |
|    | Spagna (bandiera)                             | AP    | Edgar Vicedo        | 1994 | 203  | 100  |  |

### Staff tecnico
| Allenatore: | Moncho Fernández                           |
| Assistenti: | Víctor Pérez, Gonzalo Rodríguez, Dan Petts |

## Palmarès
- Copa Príncipe de Asturias: 1

2011